# Малый Бачский канал
 Малый Бачский канал — канал, входящий в систему Дунай-Тиса-Дунай. Располагается на территории сербской автономии Воеводина в области Бачка. Его протяжённость — 66 километров. Связывает Большой Бачский канал (близ Мали-Стопар) с Дунаем (в Нови-Саде), таким образом сокращая путь между двумя населёнными пунктами на 75 километров. Также канал используется для водоснабжения этого района Бачки во время засухи. Средняя глубина — 2 метра.

## История
Канал был выкопан для внутреннего судоходства и орошения в 1871—1875 гг. австро-венгерскими властями. До 1918 года именовался Канал Франца Иосифа I, а затем Канал короля Александра.